# Compsophorus rugicollis
Compsophorus rugicollis är en stekelart som först beskrevs av Heinrich 1967.  Compsophorus rugicollis ingår i släktet Compsophorus och familjen brokparasitsteklar. Utöver nominatformen finns också underarten C. r. piriensis.